# Pfarrkirche Hochfeistritz

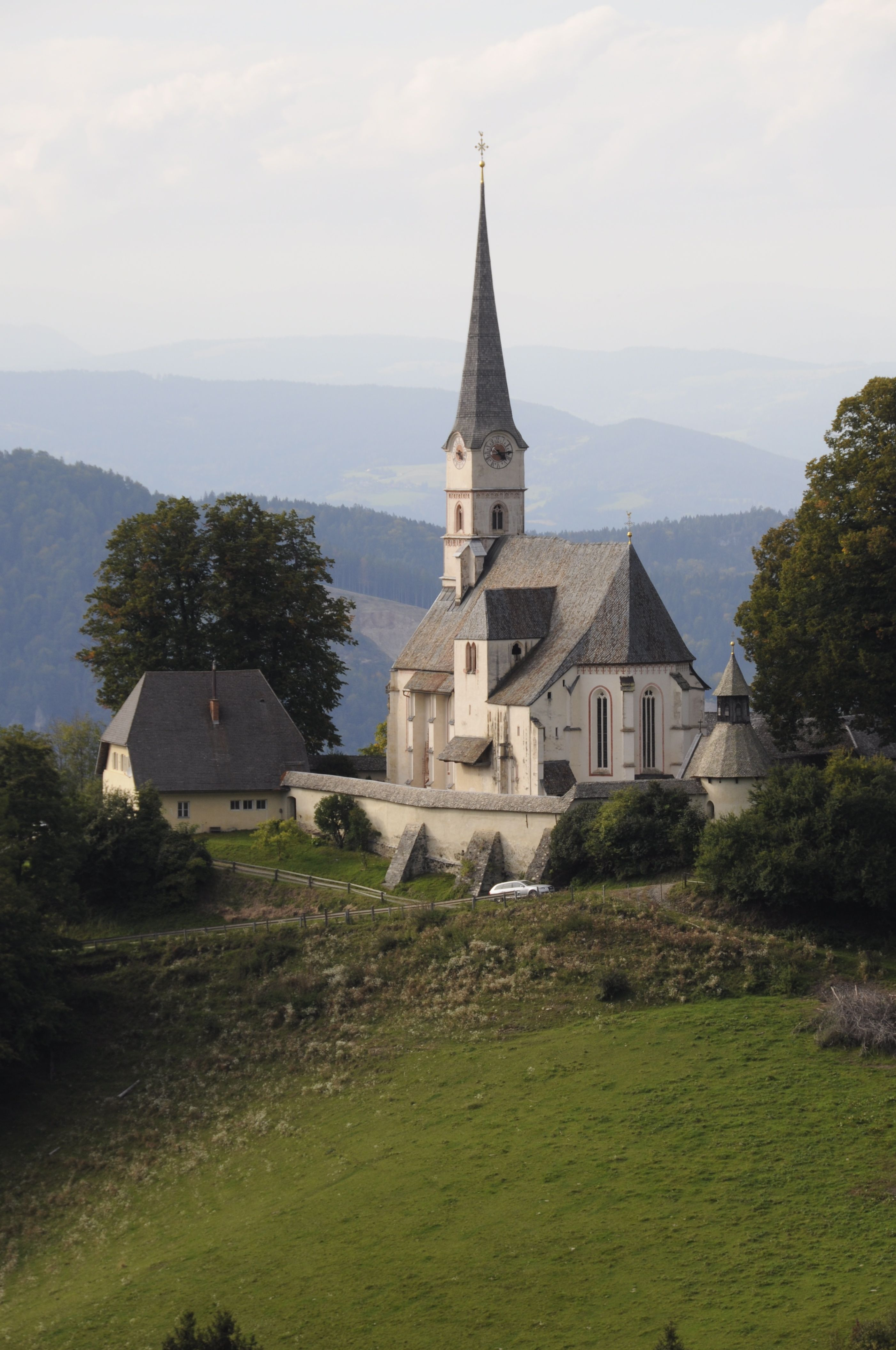
Südostansicht

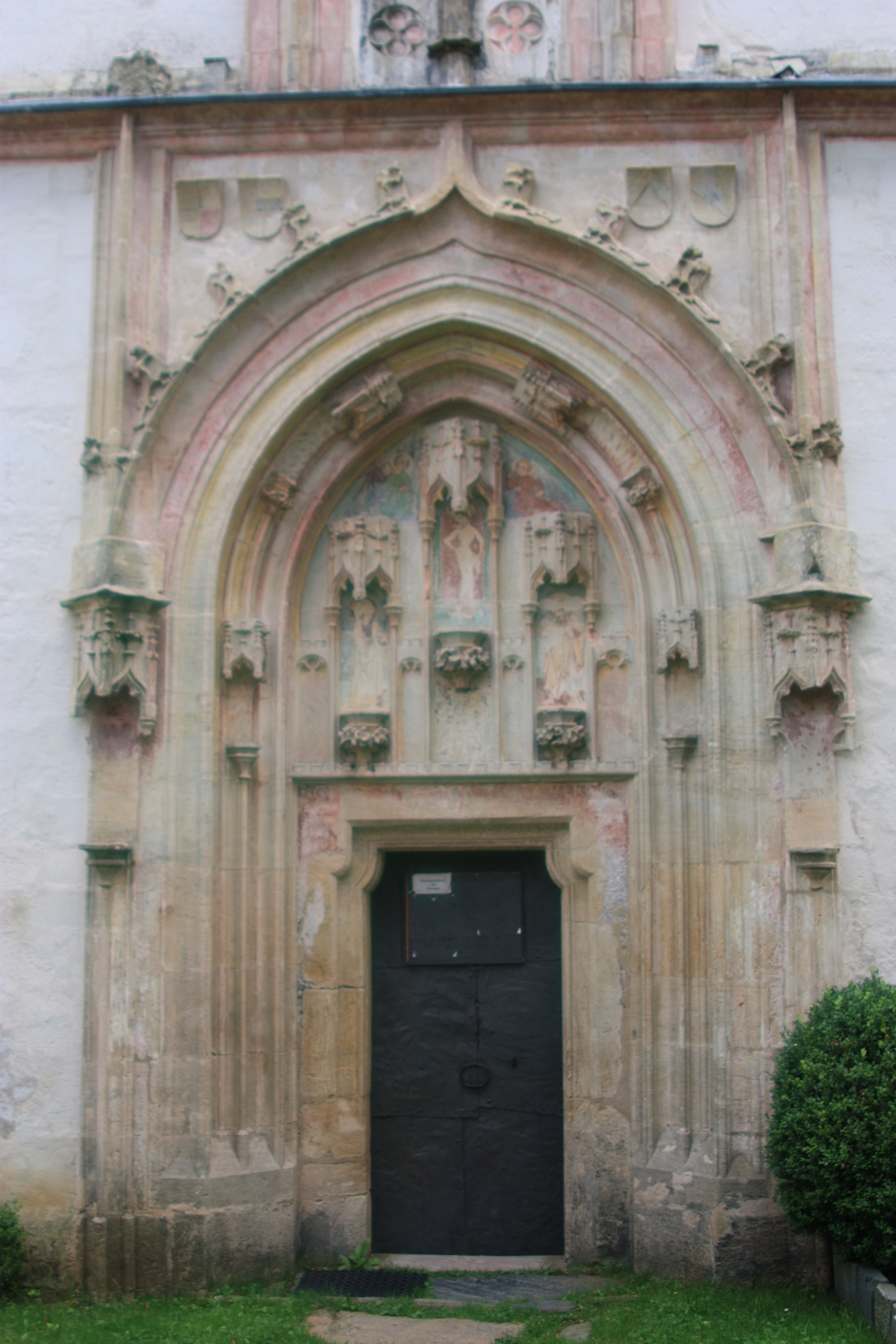
Westportal

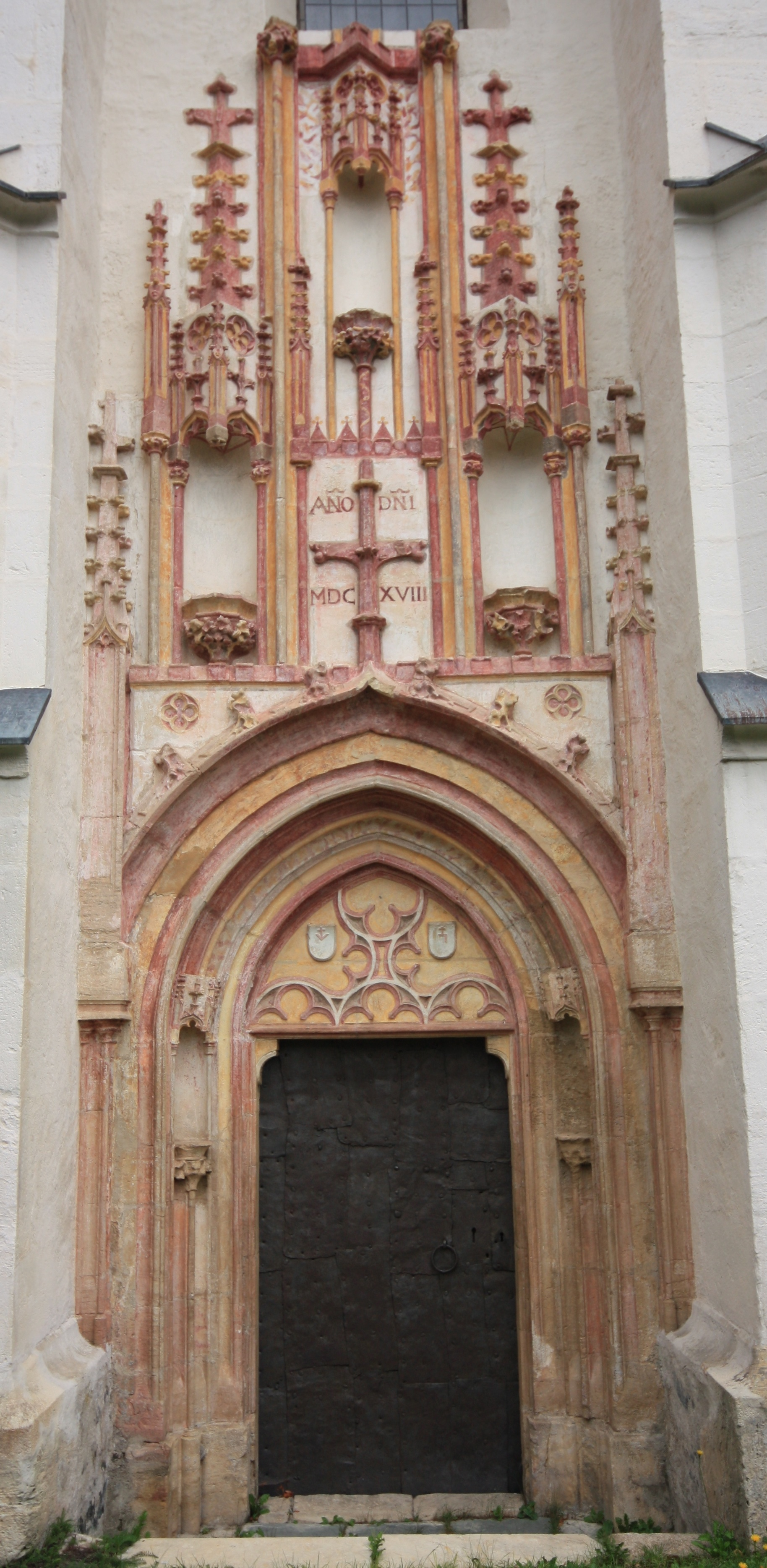
Südportal

Die römisch-katholische Pfarr- und Wallfahrtskirche Hochfeistritz ist eine in der Zeit der Türkeneinfälle errichtete Wehrkirche. Die Unserer Lieben Frau geweihte Kirche steht in 969 Meter Höhe am Westrücken der Saualpe in der Gemeinde Eberstein.

## Geschichte
Eine erste Gnadenkapelle in Hochfeistritz wurde bereits 1240 geweiht. 1383 wird das Gotteshaus als Filialkirche von St. Walburgen genannt. 1414 zerstörte ein Blitz die Kapelle. Die Grundsteinlegung der heutigen Kirche erfolgte 1446. Als Baumeister werden 1475 ein Meister Mathes und bis 1502 ein Parlier Jörg genannt. Bei Meister Mathes dürfte es sich um Meister Mothe, den Erbauer der Kirche am Magdalensberg handeln. Parlier Jörg war vor allem für den Bau der Wehranlagen verantwortlich. Nach der Kirchweihe 1487 nahm die Kirche durch Brand Schaden. 1491 weihte der Bischof von Lavant die Kirche. Erst 1787 erhielt die Kirche das Pfarrrecht.
Legende
1215 erschien einem Bauern, der seine Ochsen weidete, Maria mit dem Kind in einer hohen Fichte. An der Stelle der Erscheinung wurde eine Kapelle gebaut und 1240 geweiht.

## Baubeschreibung
Die spätgotische Kirche zeigt den Einfluss der Admonter Bauschule und besteht aus einem dreischiffigen Hallenlanghaus mit Westturm, einem etwas erhöhten, zweijochigen Chor und einem wehrhaften Sakristeianbau an der Südseite. Die vierfach abgetreppten Strebepfeiler des Schiffes enden am westlichen Paar in Figurentabernakeln, in den übrigen in Fialen. Den Chor stützen einfachere Streben. An der Nordseite des Chores haben sich Reste eines Wandbildes des heiligen Christophorus aus der zweiten Hälfte des 15. Jahrhunderts erhalten. Am kleinen Nordportal mit Kielbogenabschluss haben sich Reste der ursprünglichen Polychromierung erhalten. Das Südportal weist ein Maßwerktymphanon, Figurentabernakeln im Gewände und eine gesprengeartige Bekrönung mit Fialen, Krabben und Kreuzblumen auf.
Der Westturm springt leicht aus der Fassade hervor. Von den sieben Geschoßen des Turmes wurde das oberste 1807 hinzugefügt. Eine Glocke goss 1864 Thomas Gollner. Das Westportal mit aufwändiger Umrahmung aus dem dritten Viertel des 15. Jahrhunderts weist im Gewände und im Tympanon Figurentabernakel mit gemalten Figürchen, wie einen Schmerzensmann, Maria und Johannes, auf. Die gesprengeartige Bekrönung des Portales reicht bis in das dritte Turmgeschoß und geht in eine zarte Stab- und Blendbogengliederung über. Am Sturz des Schulterbogenportals ist ein Inschriftenrest von 1620 erhalten. Das innere Portal in der Westvorhalle im Untergeschoß des Turmes besitzt ein Maßwerktymphanon.
Das vierjochige, dreischiffige Langhaus wird zur Hälfte von der Westempore bzw. von dem eingestellten Turm und den seitlichen Treppentürmchen eingenommen.
Das reiche Sternrippengewölbe ruht auf profilierten, quadratischen Pfeilern mit Runddiensten und polygonalen Wandvorlagen. Alle Kapitelle sind mit üppigem Rankenwerk verziert.
Der Gewölberhythmus wird durch den Raster der breiten Gurt- bzw. Scheidbogen akzentuiert. Die eingeschriebenen Rippensterne sitzen auf eigenen Konsolen. An den Schlusssteinen und an den Schnittpunkten der Rippen befinden sich bemalte oder reliefierte Wappenschilde oder Scheiben mit Sternen, Wappen, Meister- und Handwerkszeichen.
Der zweijochige Chor mit Fünfachtelschluss ist etwas eingezogen und besitzt ein reiches Sternrippengewölbe. Den eingezogenen Strebepfeilern sind Wanddienste mit Blattkapitellen vorgelegt, die von Figurennischen unterbrochen werden. In den Figurennischen haben sich Reste gemalter Apostelfiguren erhalten. Der Triumphbogen, die Gurtbögen und die Rippen haben aufgesetzte Maßwerknasen. An den Schnittstellen der Rippen befinden sich gemalte Schilde.
Von der Chorsüdseite führt ein Spitzbogenportal mit einer eisenbeschlagenen, spätgotischen Tür in die stern- und kreuzrippengewölbte Sakristei. Über der Sakristei befindet sich ein kleines Oratorium bzw. ein wehrhaftes Obergeschoß.
Das um 1480/1490 gemalte Fresko an der Langhausnordwand zeigt einen Christuszyklus in monumentaler, fastentuchartiger Komposition. Das Fresko wurde von der Außenwand der Sakristei abgenommen und 1974 im Kircheninneren angebracht.

## Einrichtung

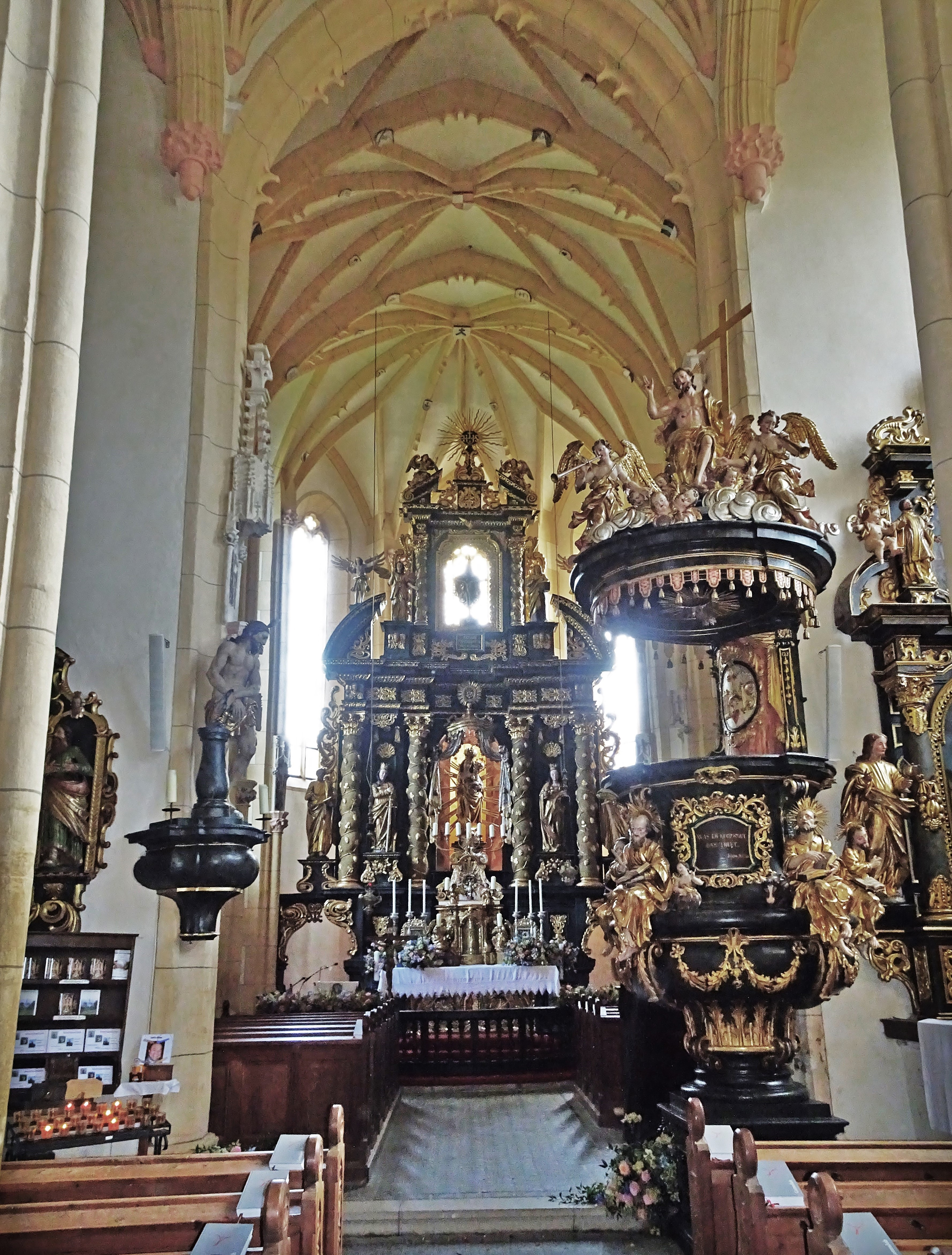
Innenansicht

Der barocke Hochaltar, hoch und breit wie der Chor, wurde um 1670 wohl von Jakob Seitlinger geschaffen und 1672 von Bartholomäus Seitlinger gefasst. Der Altar mit gedrehten Säulen und mehrfach verkröpftem Gebälk ist mit reichem Knorpelwerk geschmückt. Die Mittelfigur der Muttergottes sowie die flankierenden Statuen der Heiligen Katharina und Barbara wurden in einer kärntnerisch-steirischen Werkstatt geschaffen und standen wohl schon am 1491 geweihten, ursprünglichen Altar. Die übrigen Figuren, die Apostelfürsten Petrus und Paulus über den Opfergangsportalen, der Gnadenstuhl und die Verkündigungsgruppe im Aufsatz stammen aus dem Barock. Der Tabernakel mit Leuchterengeln entstand um 1730, das geschnitzte Akanthusantependium mit einem Immaculatarelief im ersten Viertel des 18. Jahrhunderts.
Der linke Choraltar von 1670/1680 besteht aus einer Ädikula über kleinem Sockel und einem geschweiften, gesprengten Segmentgiebel mit kleiner Ädikula mit Aufsatz. Die Säulenschäfte sind mit Weinranken, die seitlichen Ohren mit Knorpelwerk geschmückt. Das Altarblatt zeigt die Verkündigung, die Aufsatznische birgt die Statue der heiligen Margareta, die Bekrönung bildet die Figur des heiligen Wolfgang.
Der rechte Choraltar gleicht in Aufbau und Dekor dem linken. Das Mittelbild stellt die büßende Maria Magdalena dar. Im Aufsatz steht eine heilige Märtyrerin, die Bekrönung bildet die Statue des Erzengels Michael. Am Altartisch stehen eine weibliche Heilige sowie die Pestheiligen Sebastian und Rochus.
Der Annenaltar an der Ostwand des linken Seitenschiffes stammt aus der Mitte des 17. Jahrhunderts und besteht aus einem dreiteiligen Nischenretabel, aus Flügeln in Form von flachen Nischen mit Konsolfiguren, einem gesprengten Volutengiebel mit einem Kartuschen ähnlichen Knorpelwerkrahmen als Aufsatz sowie einer Christusfigur und zwei Heiligen als Bekrönung. Das Mittelbild zeigt den Unterricht Mariens, das Aufsatzbild Gottvater. Auf der Mensa mit seitlicher spätgotischer Maßwerkfüllung steht eine nach gotischem Vorbild geschnitzte Pietà aus dem 17. Jahrhundert. Das geschnitzte Antependium stammt aus der Mitte des 18. Jahrhunderts.
Der Leonhardsaltar an der Ostwand des rechten Seitenschiffes entstand im letzten Viertel des 17. Jahrhunderts und besteht aus einer Ädikula mit seitlichen Konsolfiguren und einem gesprengten Segmentgiebel mit Ädikula als Aufsatz. Das Mittelbild zeigt den Heiligen Leonhard, das Aufsatzbild den Heiligen Florian. Die Seitenfiguren im Hauptgeschoß stellen den Evangelisten Johannes und den Apostel Bartholomäus dar, eine Figur im Aufsatz ist wohl die Heilige Hemma, die Bekrönung bildet die Statue des Antonius von Padua. Das Holzrelief des Marientodes auf der Mensa ist eine Kopie. Das spätgotische Original wird im Diözesanmuseum Klagenfurt aufbewahrt.
Die barocke Kanzel schufen 1760 Johann Pacher und Jakob Kuffler, die Fassung erfolgte 1762 durch Ferdinand Walter. Am Kanzelkorb sitzen die Figuren der vier Evangelisten, am Schalldeckel stehen Christus als Weltenrichter sowie Posaunenengel. An der Unterseite des Schalldeckels ist eine Heilig-Geist-Taube angebracht. Die Kanzelrückwand bildet ein IHS-Monogramm.
Die Orgel baute 1859 Johann Valentintschitsch. Der gotische Taufstein steht auf einem Holzsockel.
Die Statue des Christus an der Martersäule am linken Triumphbogenpfeiler stammt aus dem ersten Viertel des 18. Jahrhunderts.
Zur weiteren Ausstattung der Kirche zählen eine um 1410/1415 entstandene Schöne Madonna, um 1520 geschaffene Statuen der Heiligen Leonhard und Maria Magdalena sowie ein barocker Sebastian.

## Wehranlagen und Gnadenkapelle

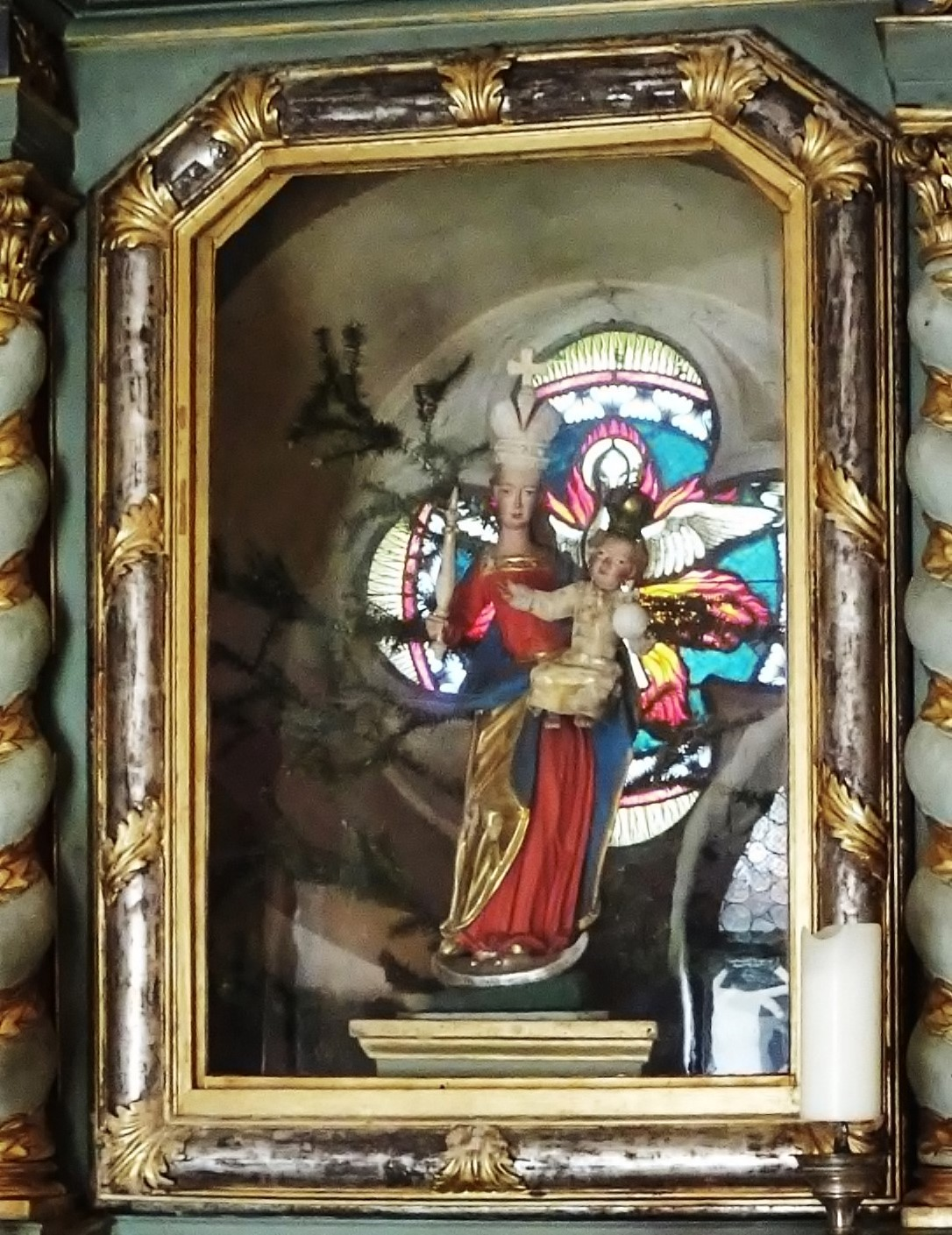
„Maria in der Fichte“

Der Kirchhof wird nur an der Ostseite nicht von Abhängen begrenzt und ist daher hier am stärksten befestigt. Im Nordosten steht ein vorspringender Torturm und im Osten ein halbrunder Mauerturm. Der halbrunde Mauerturm war ursprünglich innen offen. Er wurde 1720 zu einer dem hl. Wolfgang geweihten Kapelle umgebaut. Diese wurde 1887 zur Gnadenkapelle Unserer Lieben Frau geweiht. Die Gnadenstatue „Maria in der Fichte“, die bis dahin in einer gegenüberliegenden Nische der Kirchenmauer stand, wurde in die Kapelle übertragen. Die Kapelle ist nur für Wallfahrten geöffnet.

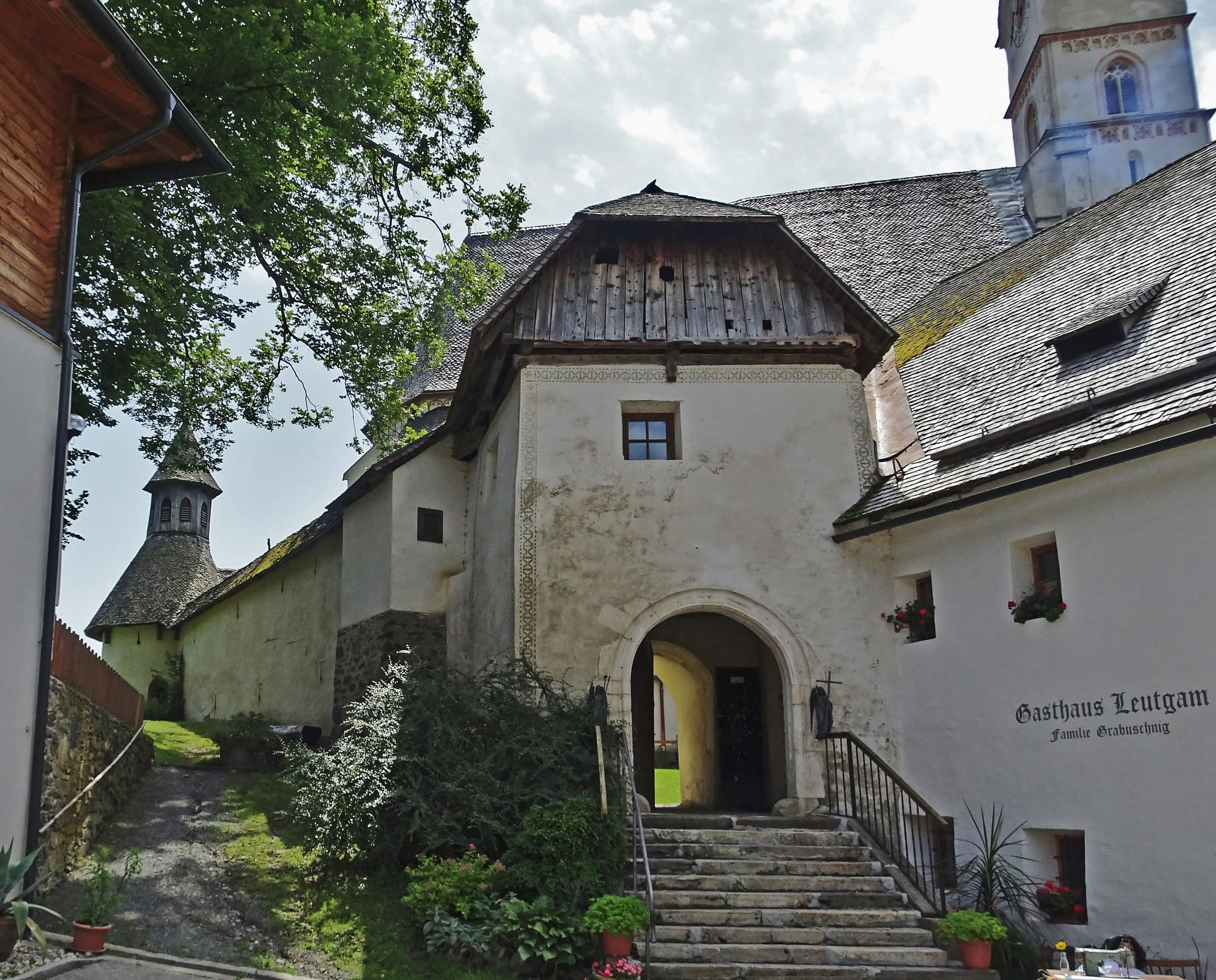
Der Torturm, links im Hintergrund die Gnadenkapelle
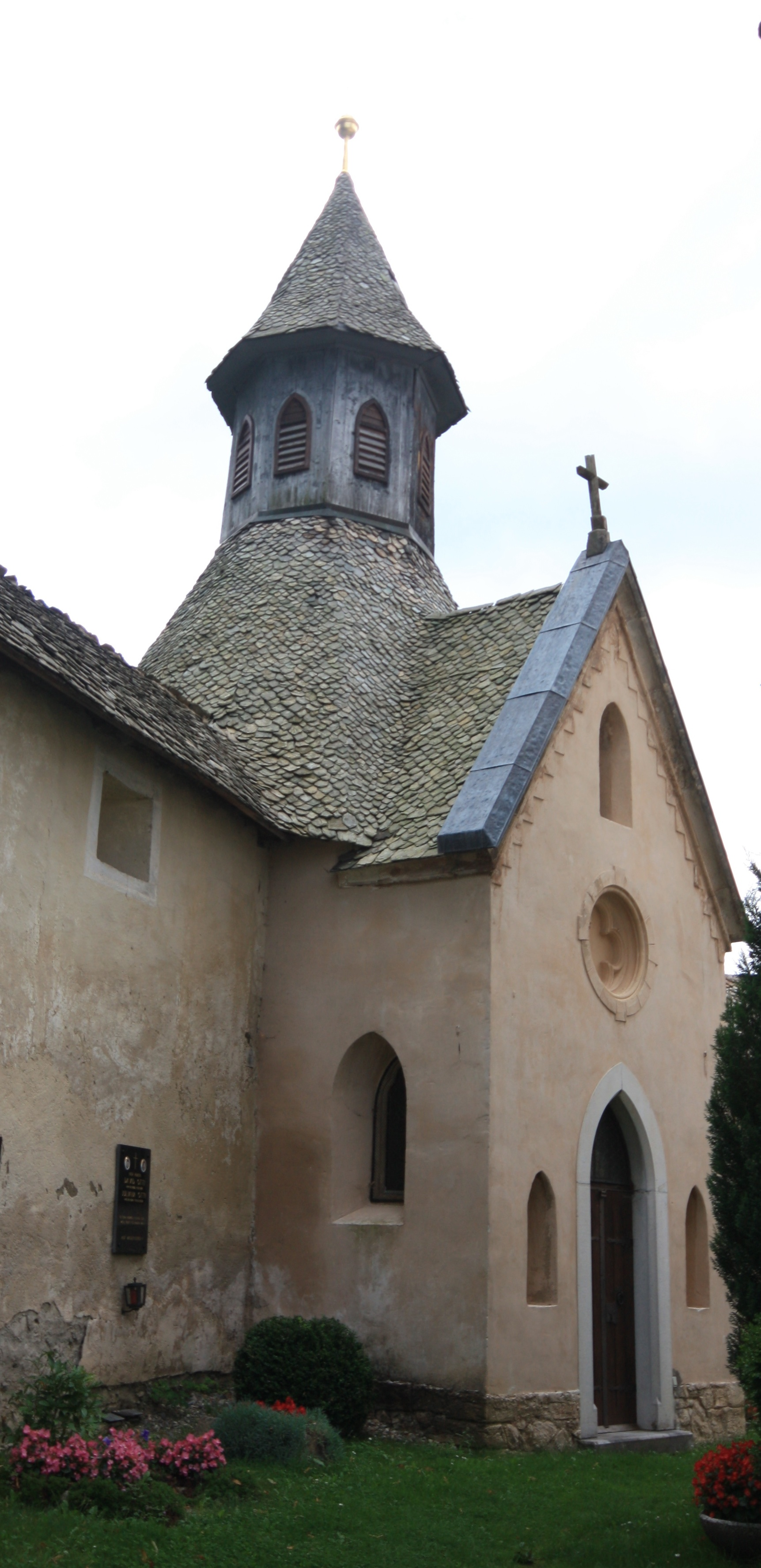
Die Gnadenkapelle im ehemaligen Wehrturm